# Matías Palacios
Matías Palacios est un footballeur argentin né le 10 mai 2002 à General Pico. Il évolue au poste de milieu de terrain à Al-Aïn.

## Biographie

### En club
Formé à San Lorenzo, il joue son premier match avec les seniors le 21 septembre 2018, en entrant en jeu dans les 25 dernières minutes contre le GA Patronato (victoire 3-2) au Stade Pedro-Bidegain. Âgé de seulement 16 ans, il devient alors le plus jeune joueur de l'histoire du club en championnat.
Le 8 mai 2020 il est inclus dans le top 50 des meilleurs jeunes au niveau mondial par le site spécialisé de Football Talent Scout.
Le 15 janvier 2021, il rejoint le FC Bâle et signe jusqu'à l'été 2025

### En sélection
Avec les moins de 17 ans, il participe au championnat sud-américain moins de 17 ans en 2019. Lors de cette compétition, il joue cinq matchs. Il s'illustre en inscrivant deux buts, contre le Paraguay, puis contre l'Équateur. L'Argentine remporte le tournoi, en enregistrant cinq victoires.

## Statistiques
| Saison                | Club                  | Championnat           | Championnat | Championnat | Championnat | Coupe nationale | Coupe nationale | Coupe nationale | Coupe de la Ligue | Coupe de la Ligue | Coupe de la Ligue | Compétition(s) continentale(s) | Compétition(s) continentale(s) | Compétition(s) continentale(s) | Compétition(s) continentale(s) | Total | Total | Total |
| Saison                | Club                  | Division              | M.          | B.          | P.d.        | M.              | B.              | P.d.            | M.                | B.                | P.d.              | Comp.                          | M.                             | B.                             | P.d.                           | M.    | B.    | P.d.  |
| 2018-2019             | San Lorenzo           | Primera División      | 1           | 0           | 0           | 1               | 0               | 0               | -                 | -                 | -                 | -                              | -                              | -                              | -                              | 2     | 0     | 0     |
| 2019-2020             | San Lorenzo           | Primera División      | 4           | 0           | 0           | -               | -               | -               | -                 | -                 | -                 | -                              | -                              | -                              | -                              | 4     | 0     | 0     |
| Sous-total            | Sous-total            | Sous-total            | 5           | 0           | 0           | 1               | 0               | 0               | -                 | -                 | -                 | -                              | -                              | -                              | -                              | 6     | 0     | 0     |
| 2020-2021             | FC Bâle               | Super League          | 9           | 0           | 1           | -               | -               | -               | -                 | -                 | -                 | -                              | -                              | -                              | -                              | 9     | 0     | 1     |
| 2021-2022             | FC Bâle               | Super League          | 2           | 0           | 0           | 1               | 1               | 0               | -                 | -                 | -                 | C4                             | 5                              | 0                              | 0                              | 8     | 1     | 0     |
| Sous-total            | Sous-total            | Sous-total            | 11          | 0           | 1           | 1               | 1               | 0               | -                 | -                 | -                 | -                              | 5                              | 0                              | 0                              | 17    | 1     | 1     |
| Total sur la carrière | Total sur la carrière | Total sur la carrière | 16          | 0           | 1           | 2               | 1               | 0               | -                 | -                 | -                 | -                              | 5                              | 0                              | 0                              | 23    | 1     | 1     |

## Palmarès

### En club
- Al-Aïn (1)
  - Ligue des champions de l'AFC
    - Vainqueur : 2024

### En séléction
- Argentine - 15 ans (1)  :
  - Championnat de la CONMEBOL des moins de 15 ans
    - Vainqueur : 2017
- Argentine - 17 ans (1) :
  - Championnat de la CONMEBOL des moins de 17 ans
    - Vainqueur : 2019